# 1996年10月逝世人物列表
1996年逝世人物列表：1月 - 2月 - 3月 - 4月 - 5月 - 6月 - 7月 - 8月 - 9月 - 10月 - 11月 - 12月
1996年10月逝世人物列表，是用於匯總1996年10月期間逝世人物的列表。

## 依日期排序

### 1日
- 崔德根
- 詹姆斯·比爾，67歲，紐西蘭拳擊手，死於白血病。
- 卡爾·弗雷德里克·恩格爾斯塔德，80歲，挪威作家、劇作家、記者、翻譯家和戲劇導演。
- 派翠克·詹姆森，83歲，紐西蘭皇家空軍軍官，二戰期間的飛行王牌。
- 帕特·麥吉翁，40歲，愛爾蘭臨時愛爾蘭共和軍成員[1]
- 弗雷德·迈耶，86歲，美國體操運動員。[2]
- 赫伯特·塞弗特，89歲，德國數學家。[3]
- 小比爾·托米，69歲，澳大利亞足球運動員。
- 阿爾弗雷德·沃格爾，93歲，瑞士草藥師、自然療法師和作家。[4]
- 邓裕志，96歲，中國活動家和女權主義者。[5]

### 2日
- 赫爾穆特·阿辛格，84歲，德國政治家。
- 羅伯特·布拉薩，63歲，來自魁北克的加拿大政治家[6]
- 彼得·J·布倫南，78歲，美國勞工活動家和政治家[7]
- 喬納斯·科科寧，74歲，芬蘭作曲家。
- 埃米爾·範·倫內普，83歲，荷蘭外交官和政治家。[8]
- 安德烈·盧卡諾夫，58歲，保加利亞政治家，被暗殺。
- 班卓·馬修斯，64歲，美國納斯卡賽車手，車主和建造者[9]
- 萊斯·蒂耶，86歲，美國職業棒球大聯盟球員[10]
- 魯弗斯·楊布拉德，72歲，美國特勤局特工[11]

### 3日
- 汤姆·卡拉汉
- 伊利亞斯·阿凡季耶夫，82歲，蘇聯/亞塞拜然作家。
- 貝爾圖斯·恩克拉爾，52歲，荷蘭國際象棋大師。
- 維維恩·古納瓦德納，80歲，斯裡蘭卡政治家。[12]
- 喬治·庫伯勒，84歲，美國藝術史學家。
- 羅斯基爾男爵尤斯塔斯·羅斯基爾，85歲，英國律師和公務員。[13]
- 伊什特萬·塞倫尼，85歲，匈牙利手球運動員。[14]

### 4日
- 漢弗萊·阿特金斯，74歲，英國政治家[15]
- 拉裡·吉恩·貝爾，46歲，美國殺人犯和罪犯，電刑處決。
- 斯蒂芬·J·弗里德曼，59歲，美國電影製片人[16]
- 喬·霍爾納，59歲，美國棒球運動員[17]
- 小林正樹，80歲，日本電影導演[18]
- 西爾維奧·皮奧拉，83歲，義大利足球運動員。[19]
- 傑里·里弗斯，68歲，美國小提琴演奏家，死於癌症。
- 阿爾瑪·魯松，71歲，美國小說家[20]
- 蘭迪·舒爾茨，52歲，美國橄欖球運動員。[21]

### 5日
- 裘蒂思·艾倫，85歲，美國電影女演員。[22]
- 埃爾默·伯傑，美國猶太拉比和反猶太復國主義者。[23]
- 溫伯利·科爾，1995年，美國政治家和外交官。
- 西摩·克雷，71歲，美國計算機科學家[24]
- 端木蕻良，84歲，中國作家。
- 理查德·克羅爾，28歲，奧地利高山滑雪運動員，死於交通事故。
- 野口明，79歲，日本棒球運動員和經理。[25]
- 阿諾德·范·米爾，75歲，荷蘭歌劇歌手。

### 6日
- 傑西·伯納德，93歲，美國社會學家和女權主義者[26]
- 泰德·貝塞爾，61歲，美國演員[27]
- 特德·達凡，84歲，美國鄉村音樂家。[28]
- 溫妮弗萊德·德林克沃特，83歲，蘇格蘭飛行員和飛機工程師。
- 福雷斯特·波格，84歲，二戰期間美國陸軍歷史學家。[29]
- 馬喬裡·肖斯塔克，51歲，美國人類學家[30]
- 沃爾夫拉姆·馮·索登，88歲，德國亞述學家。[31]
- 弗拉基米爾·葉羅欣，66歲，俄羅斯足球運動員。

### 7日
- 何塞·安東尼奧·布爾西亞加，55/56，美國奇卡諾藝術家、詩人和作家。
- 戴安娜·里德·哈里斯，83歲，英國校長和公眾人物。[32]
- 維克托·雷曼，81歲，奧地利作家、記者和政治家。
- 安德魯·索爾特，82歲，美國心理學家[33]
- 澤亞，80歲，緬甸演員和健美運動員。

### 8日
- 米農·G·艾伯哈特，97歲，美國推理小說作家。[34]
- 傑弗里·芬斯伯格，70歲，英國政治家。
- 法蘭西斯·D·萊昂，91歲，美國電影和電視導演。[35]
- 戴维·米勒，70歲，加拿大冰球運動員和奧運選手。[36]
- 斐迪南德·蒙蒂埃，87歲，法國賽車手。
- 威廉·普林斯，83歲，美國演員。[37]

### 9日
- 嚴耕望(字歸田) (中央研究院院士)，81歲，歷史學家，研究員、教授、院士。[38]
- 佩爾·阿斯普林，68歲，挪威演員和音樂家。
- 馬蘭·P·比林斯，94歲，美國構造地質學家。[39]
- 威廉·L·德安德里亞，44歲，美國作家。[40]
- 奈傑爾·費舍爾，83歲，英國政治家。[41]
- 喬治·克爾，78歲，英國作家。
- 沃爾特·科爾，83歲，美國作家和戲劇評論家[42]
- 約翰·W·金，79歲，美國政治家。
- 羅伊·路易斯，82歲，英國作家和小型印刷機印刷商。[43]
- 科琳·彼得森，45歲，加拿大鄉村和民謠歌手，死於癌症。
- 亞歷山大·波波維奇，66歲，塞爾維亞作家。[44]
- 哈威·弗農，69歲，美國演員。
- 哈裡·D·耶茨，93歲，美國銀行家和政治家。

### 10日
- 哈羅德·克萊格霍恩，83歲，紐西蘭舉重運動員。[45]
- 科亞·克努森，84歲，美國政治家。[46]
- 鮑勃·雷諾茲，57歲，美國橄欖球運動員。[47]
- 杉江敏男，83歲，日本電影導演。
- 大衛·維斯科特，58歲，美國精神病學家、作家和媒體名人[48]

### 11日
- 拉尔斯·阿尔福斯，89歲，芬蘭數學家[49]
- 基思·博伊斯，53歲，巴巴多斯板球運動員。
- 卡洛斯·曼切諾·卡哈斯，94歲，厄瓜多總統。
- 埃莉諾·卡梅隆，84歲，加拿大裔美國兒童作家和評論家。[50]
- 約翰尼·科斯塔，74歲，美國爵士鋼琴家[51]
- 貝爾納多·格林斯潘，70歲，阿根廷政治家。
- 羅傑·拉佩比，85歲，法國自行車賽車手。
- 喬·莫裡斯，83歲，加拿大工會會員。
- 特里·帕切特，56歲，英國政治家，死於癌症。
- 伊迪絲·彭羅斯，81歲，美籍英國經濟學家。[52]
- 雷納托·魯索，36歲，巴西歌手和詞曲作者[53]
- 埃德温·斯潘尼尔，75歲，美國加州大學伯克利分校數學家，從事代數拓撲學研究。[54]
- 威廉·維克雷，82歲，加拿大經濟學家，諾貝爾獎獲得者[55]
- 羅爾夫·維德羅，94歲，挪威加速器物理學家。[56]
- 傑拉爾德·懷爾，89歲，澳大利亞政治家。

### 12日
- 尼娜·阿利索娃，80歲，蘇聯/俄羅斯女演員。
- 埃里克·布隆伯格，83歲，芬蘭電影攝影師、編劇、電影導演和製片人。[57]
- 麥克·霍爾滕，74歲，澳大利亞政治家和運動員。
- 赫爾穆特·霍爾澤，84歲，德國火箭工程師。
- 斯蒂芬·納普，75歲，波蘭畫家和雕塑家。[58]
- 埃迪·庫茲馬，85歲，美國賽車運動員。
- 勒内·拉科斯特，92歲，法國網球冠軍和商人[59]
- 傑克·羅伯遜，79歲，英國板球運動員。
- 杰拉德·圖倫，53歲，荷蘭演員[60]

### 13日
- 卡爾·H·多德，71歲，美國陸軍士兵，榮譽勳章獲得者。
- 霍斯特·科普科，85歲，德國納粹政治家和黨衛軍軍官，死於肺炎。
- 亨利·南寧，82歲，德國記者。[61]
- 贝丽尔·里德，77歲，英國女演員[62]
- 布拉德·羅賓遜，37-38歲，澳大利亞搖滾音樂家，死於淋巴瘤。

### 14日
- 雷克斯·達林，82歲，美式足球、籃球和網球教練。
- 威廉·約翰·胡珀，80歲，英國漫畫家。[63]
- 瓦茨拉夫·霍沃爾卡，65歲，捷克足球運動員。
- 費德·詹森，90歲，美國漫畫家。[64]
- 陳志勤，77歲，馬來西亞政治家。
- 蘿拉·拉普蘭特，91歲，美國電影女演員[65]
- 伊齊多爾·帕波，82歲，南斯拉夫將軍。

### 15日
- 陈荒煤
- 邁克·巴拉斯，86歲，美國職業棒球大聯盟球員。[66]
- 利奧·艾廷格，83歲，捷克精神病學家。
- 湯姆·費里克，81歲，美國職業棒球大聯盟球員，投球教練和球探[67]
- 皮埃爾·弗拉尼，75歲，法國廚師[68]
- 托馬·托馬斯，72歲，伊拉克遊擊隊和政治家。
- 讓·艾德琳·摩根·瓦納蒂，85歲，美洲原住民和婦女權利活動家。
- 羅伯特·F·威廉姆斯，71歲，美國民權領袖，作家。[69]

### 16日
- 彼得·布羅迪，79歲，蘇格蘭部長。
- 蓋伊·克雷森特，76歲，法國商人，巴黎聖日爾曼足球俱樂部創始人
- 格特魯德·弗林，87歲，美國女演員。[70]
- 安東尼·格裡芬，75歲，英國海軍上將。
- 埃裡克·瑪律帕斯，85歲，英國小說家。[71]
- 哈羅德·J·鮑爾斯，96歲，美國政治家。
- 亨特·勞斯，90歲，美國物理學家。[72]
- 黃少谷，95歲，中國政治家，副總理。

### 17日
- 克裡斯·阿克蘭，30歲，英國鼓手和詞曲作者[73]
- 鮑勃·亞當斯，95歲，美國棒球運動員和教練。[74]
- 雅羅斯拉夫·巴厘克，72歲，捷克斯洛伐克電影導演和編劇。[75]
- 伯特霍爾德·戈德施密特，93歲，德裔英國猶太作曲家。[76]
- 伯特·霍普伍德，英國摩托車設計師。
- 勞拉·薩比亞，80歲，加拿大社會活動家和女權主義者[77]

### 18日
- 傑森·伯納德，58歲，美國演員[78]
- 路易絲·伯特倫，88歲，加拿大花樣滑冰運動員。[79]
- 盧西亞諾·杜蘭·柏格，91歲，玻利維亞詩人、作家和政治家。
- 漢斯·德拉克斯勒，80歲，德國政治家。
- 埃爾默·克倫普，90歲，美國職業棒球大聯盟球員。[80]
- 亞歷克斯·莫特，83歲，加拿大冰球運動員。
- 西蒙·索洛維奇克，66歲，蘇聯/俄羅斯作家和哲學家。
- 謝爾登·瓦諾肯，82歲，美國記者，死於肺癌。

### 19日
- 約瑟夫·貝克爾，91歲，德國政治家。
- 莫裡斯·埃利奧特，53歲，蘇格蘭足球運動員[81]
- 拉爾斯頓·希爾，69歲，美國演員和歌手。[82]
- 約翰·希拉比，79歲，英國旅行作家和探險家。[83]
- 鮑比·拉卡德，69歲，愛爾蘭投擲手。
- 沙姆蘇丁·卡塞米，61歲，孟加拉國伊斯蘭學者和政治家。[84]

### 20日
- 羅伯特·貝納永，75歲，法國影評人和作家。[85]
- J·布雷肯·李，97歲，美國政治家。[86]
- 塞巴斯蒂安·聖瑪麗亞，37歲，智利作曲家。[87]
- 尤里·涅普林采夫，87歲，蘇聯/俄羅斯，畫家，平面藝術家和藝術教師。
- 理查·M·鮑威爾，79歲，美國編劇[88]
- 路易吉·羅維爾，88歲，義大利電影製片人。

### 21日
- 萊昂·阿什肯納齊，74歲，猶太精神領袖、哲學家和教育家。[89]
- 埃里克·哈爾索爾，76歲，英國作家和電視節目主持人。[90]
- 艾伯特·G·希爾，86歲，美國物理學家、雷達發展先驅。[91]
- 王力，74歲，中國政治家，死於胰腺癌。
- 萊斯·米德，87歲，澳大利亞橄欖球運動員和教練。
- 艾莉懷特，81歲，美國橄欖球運動員。[92]
- 喬吉斯·佐伊塔基斯，86歲，希臘陸軍將軍和希臘攝政王。
- 喬瓦尼·祖達斯，68歲，義大利拳擊手。

### 22日
- 約翰·鮑爾迪，47歲，英國記者[93]
- 埃德蒙·布萊克，91歲，美國奧運運動員。[94]
- 凱瑟琳·張，46歲，華裔美國政治活動家、作家和行為藝術家，自焚而死。
- 施瑪麗亞·格特曼，87歲，以色列考古學家。
- 馬修·哈丁，42歲，英國商人[95]
- 黛安·希瑟林頓，48歲，加拿大搖滾歌手和女商人，死於卵巢癌。
- 諾埃爾·希利亞德，67歲，紐西蘭小說家。
- 赫爾曼·霍費爾，62歲，德國足球運動員。[96]
- 斯滕·魯德伯格，79歲，瑞典地質學家和地貌學家。[97]

### 23日
- 亨利·阿拉德，84歲，瑞典政治家。
- 切特·布萊洛克，71歲，美國政治家[98]
- 庫爾特·弗羅因德，82歲，捷克裔加拿大醫生和性學家[99]
- 鮑勃·格裡姆，66歲，美國職業棒球大聯盟球員[100]
- 哈羅德·休斯，74歲，美國政治家。[101]
- 米歇爾·凱爾伯，87-88歲，法國電影攝影師。[102]
- 林·奧努斯，47歲，蘇格蘭原住民血統的澳大利亞藝術家。[103]
- 戴安娜·特里林，91歲，美國文學評論家和作家。[104]

### 24日
- 羅伯特·安德森，60歲，紐西蘭政治家，死於癌症。
- 阿圖爾·阿克斯曼，83歲，納粹德國希特勒青年團領袖。[105]
- 羅德里克·巴克萊，87歲，英國外交官和大使。
- 格拉德温·杰布，96歲，英國公務員，外交官和政治家。[106]
- 海曼·明斯基，77歲，美國經濟學家。[107]
- 羅米卡·普恰努，69歲，羅馬尼亞歌手。
- 喬·斯賓塞，73歲，美國橄欖球運動員和教練[108]

### 25日
- 埃尼奧·德·喬治，68歲，義大利數學家。[109]
- 索爾維格·貢比約格·雅各布森，83歲，第一個出生在南喬治亞州的人。
- 瑪麗亞·利托，77歲，德國芭蕾舞演員、編舞家和電影演員。[110]
- 羅伯特·拉西奇，32歲，澳大利亞DJ和唱片製作人，死於腦病毒。
- 哈裡·舒曼，81歲，美國職業棒球大聯盟球員。[111]
- 布萊恩·斯泰西，49歲，澳大利亞指揮家。
- 羅蘭·威爾遜，92歲，澳大利亞公務員和經濟學家。

### 26日
- 米克爾·阿辛斯·阿爾博，80歲，西班牙作曲家。[112]
- 奧雷利奧·切薩，82歲，義大利無政府主義者、記者和歷史學家。
- 阿卜杜勒哈米德·本·哈杜加，71歲，阿爾及利亞作家。
- 漢斯·科斯特利茨，93歲，德裔英國生物化學家。[113]
- 亨利·勒佩吉，88歲，法國擊劍運動員。[114]
- 德里克·唐耶，84歲，英國作家。
- 索菲亞·圖伊巴耶娃，83歲，蘇聯/塔吉克女演員。
- 溫迪·懷爾德，40歲，美國歌手、音樂家和藝術家，死於乳腺癌。

### 27日
- 彼得·範·阿什，85歲，紐西蘭飛行員和測量師。[115]
- 瑞瓦·布迪南，48歲，泰國歌手和音樂製作人，死於腦癌。
- 夏洛特·傑伊，76歲，澳大利亞推理小說家和小說家。[116]
- 馬塞洛·米哈利奇，89歲，意大利足球運動員和經理。
- 亞瑟·特倫布萊，79歲，加拿大政治家。

### 28日
- 莫雷·阿姆斯特丹，87歲，美國演員和喜劇演員[117]
- 魯本·貝茨，73歲，加拿大政治家。
- 愛琳·科爾特斯，75歲，菲律賓律師，最高法院大法官。
- 吉米·海格，71歲，蘇格蘭-紐西蘭橄欖球運動員。
- 第二代漢基男爵羅伯特·漢基，91歲，英國外交官和公務員。
- 卡罗尔·约克尔，51歲，斯洛伐克足球運動員和經理。
- 喬·撒母爾斯，91歲，美國棒球運動員。[118]
- 謝爾登·瓦諾肯，82歲，美國記者，肺癌。

### 29日
- 埃維爾·布萊克威爾，74歲，美國職業棒球大聯盟球員。[119]
- J·爱德华·戴，82歲，美國律師，美國郵政局長[120]
- 理查·達芬，87歲，美國物理學家。[121]
- 尤金·卡普，88歲，愛沙尼亞作曲家和音樂教育家。[122]
- 羅伯特·萊文，84歲，挪威古典鋼琴家和作曲家。[123]
- 克里斯托夫·蒙茲赫瓦·姆溫·阿博，70歲，剛果天主教主教和布卡武大主教，被謀殺。
- 拉爾夫·文斯，96歲，美國橄欖球運動員[124]

### 30日
- 于楓，34歲，台灣女歌手
- 約翰·巴納姆，85歲，美國高爾夫球手。
- 羅伯托·貝蘭格羅，68歲，巴西足球運動員。[125]
- 約翰·馬修·卡內拉，88歲，美國聯邦法官。[126]
- 艾蓮若·藍辛·杜勒斯，101歲，美國作家、教授和政府官員。[127]
- 喬治·雷·謝爾，88歲，美國海軍陸戰隊準將。
- 約翰·楊，80歲，蘇格蘭演員。

### 31日
- 路易絲·貝茨·艾姆斯，92歲，美國心理學家。[128]
- 馬塞爾·卡爾內，90歲，法國電影導演。[129]
- 彼得·多伊格，85歲，英國政治家。
- 弗蘭克·庫爾茨，85歲，美國奧運跳水運動員和飛行員[130]
- 小亞瑟·彼得森，83歲，美國演員，死於阿爾茨海默病。
- 威廉·羅森沃爾德，93歲，美國商人和慈善家。[131]